# Wasgoed

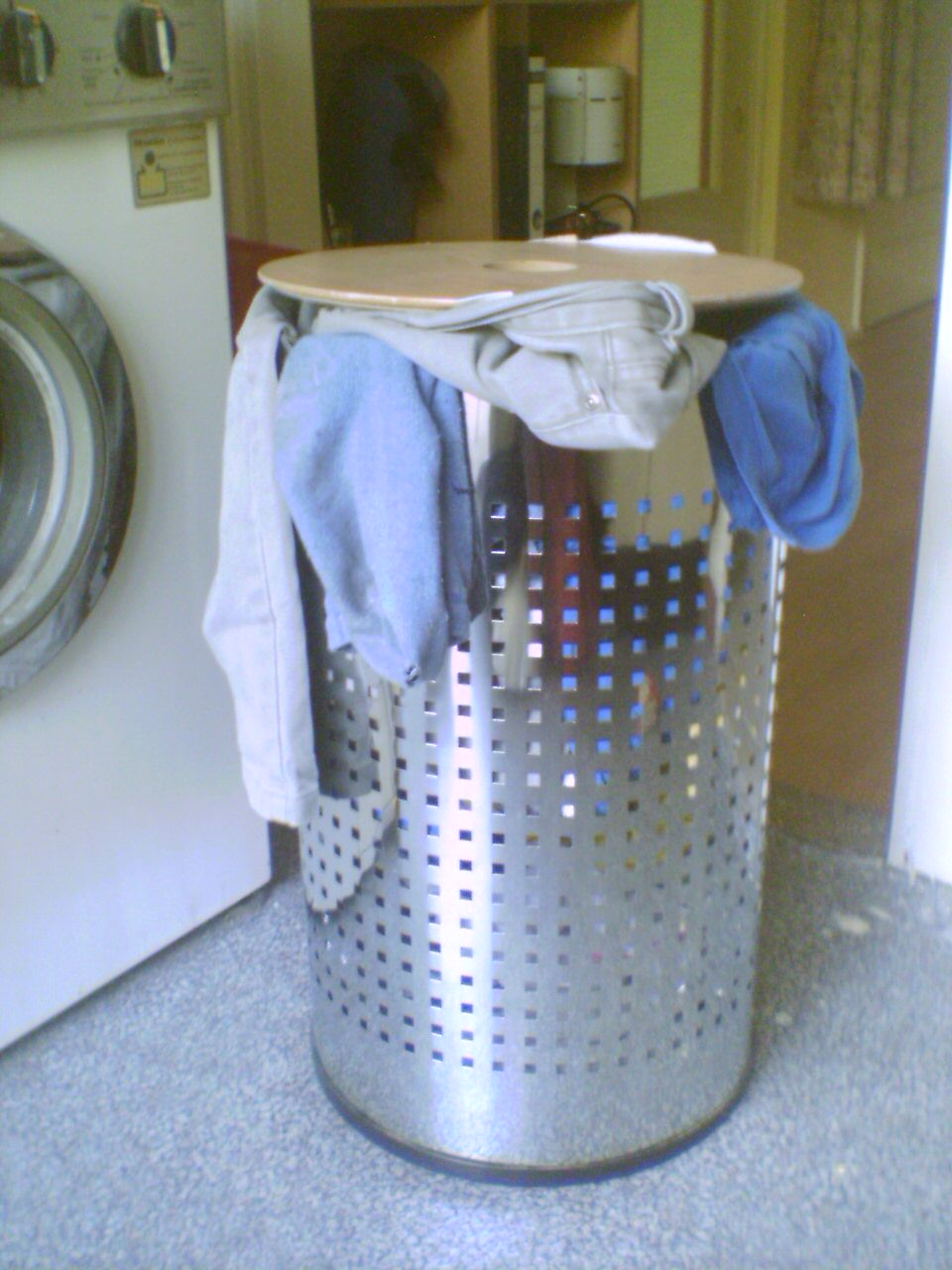
Wasmand vol met wasgoed

Wasgoed of de was is textiel dat gereinigd moet worden ofwel net gereinigd is. Het reinigen gebeurt door het wasgoed te wassen.
Meestal wordt wasgoed in een wasmand bewaard tot er genoeg is om te wassen, waarna het, althans in veel geïndustrialiseerde landen, gewassen wordt met een privé-wasmachine vaak verdeeld via het wasvoorschrift per label. 
In vroeger tijden werd de was in wastobbes gedaan, en handmatig gewassen. Er bestaan al eeuwen collectieve vormen van wassen, zoals bij openbare wasplaatsen, vooral in Frankrijk, en later de grotere openbare washuizen in Engeland en Nederland. In de loop van de 20e eeuw kwamen hier wasserettes en wasserijen en stomerijen bij.

## Maandag wasdag
In België en Nederland werd wasgoed traditioneel veelal op maandag gewassen (vandaar de uitdrukking "maandag wasdag"). Uit een onderzoek naar aanleiding van het honderdjarig bestaan van het wasmiddel Persil in 2007 bleek echter dat veel huishoudens in Nederland, en hoogstwaarschijnlijk ook in België, daarvan waren afgestapt. Men wast tegenwoordig enkele malen per week en meestal machinaal, vaak op zaterdag of zondag .

## Galerij

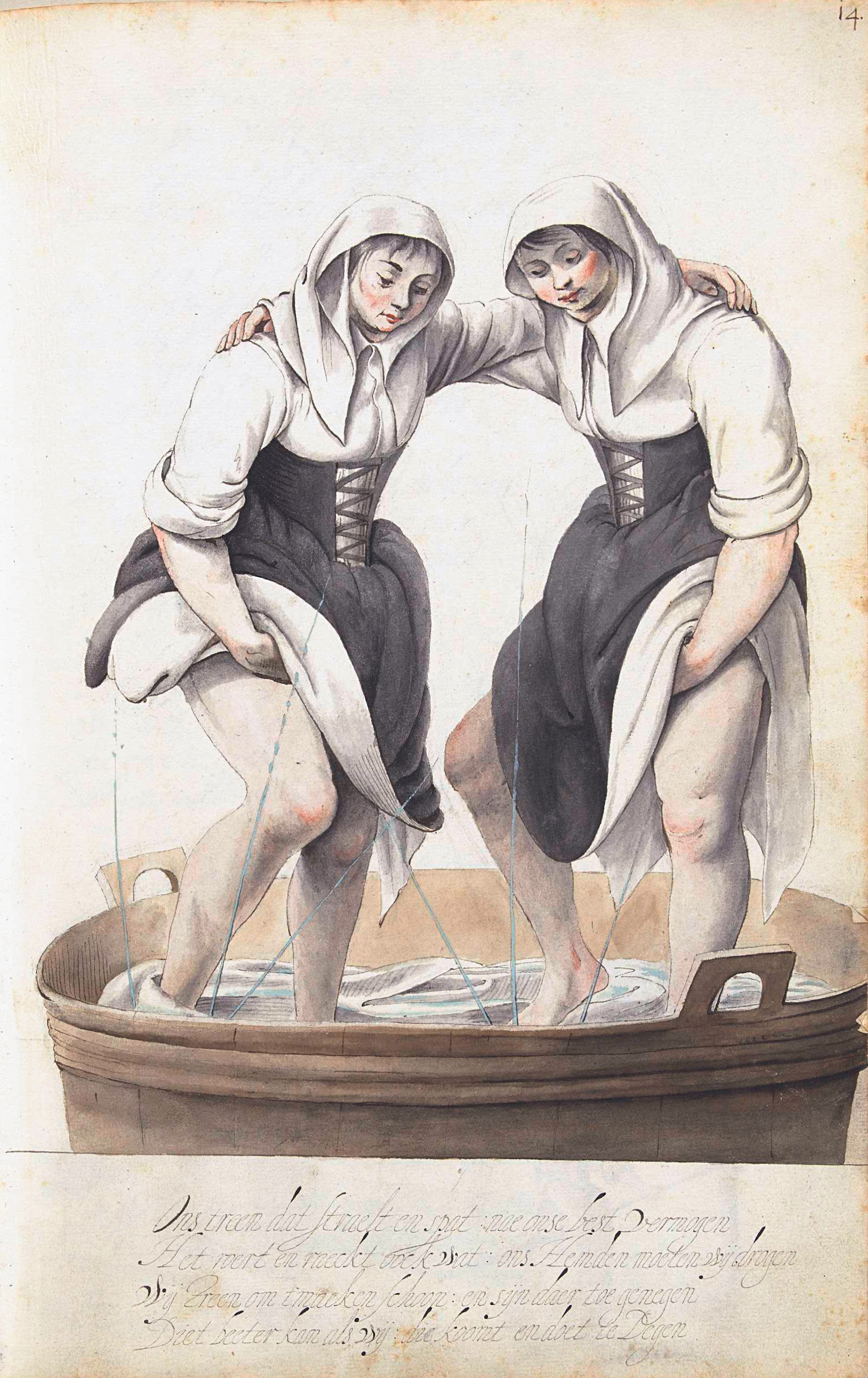
Wasvrouwen stampen de was (Gesina ter Borch, 1652)
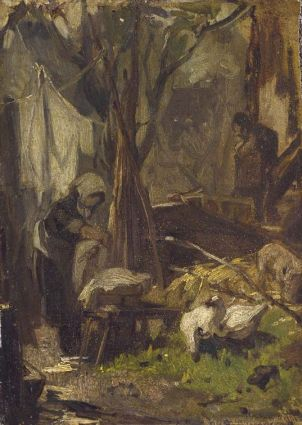
Wasdag (Matthijs Maris, 1917)
- Bioscoopjournaal uit 1930: Verschillende Volendamse dames in klederdracht die de was doen.
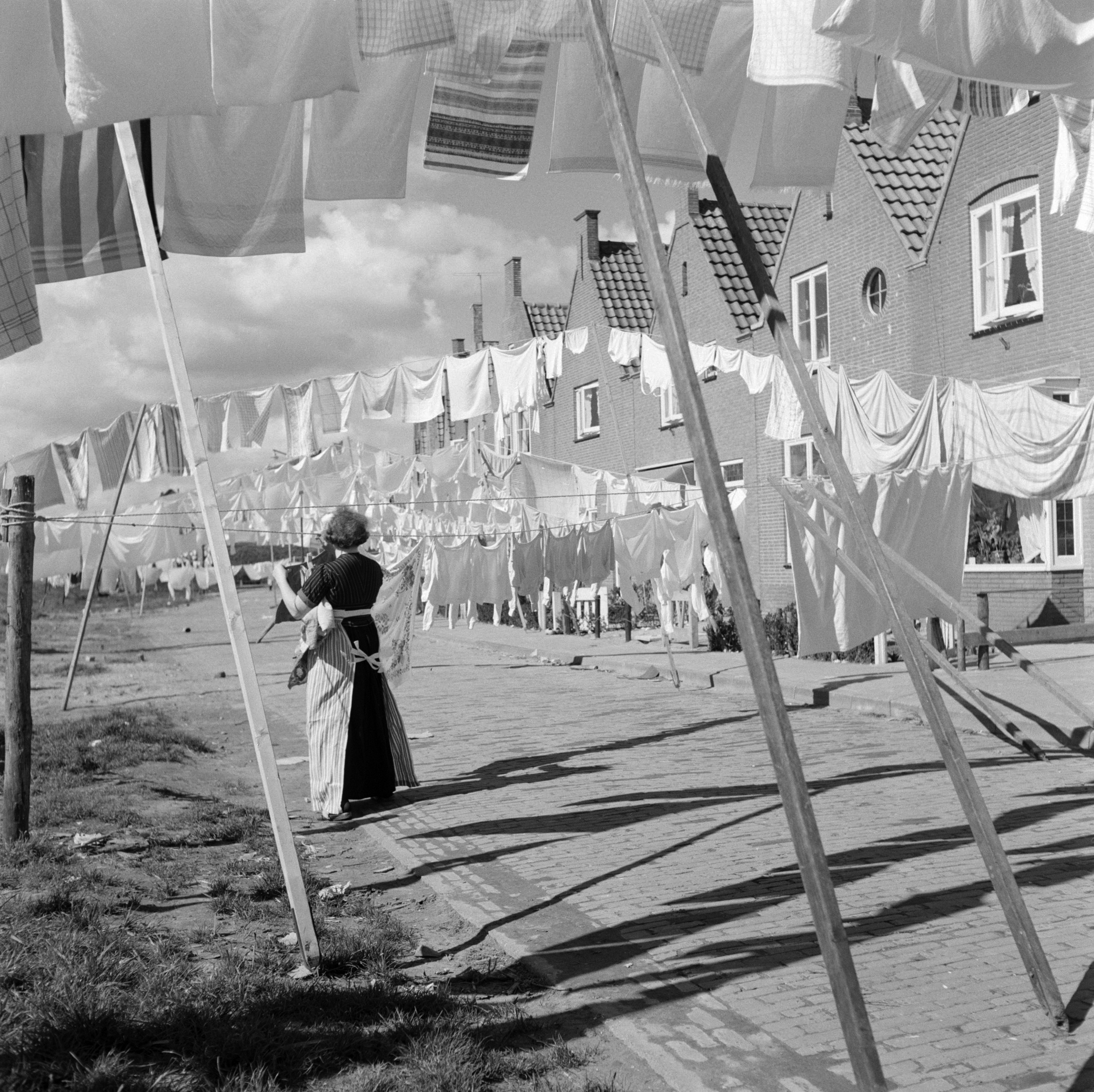
Was aan de lijn in Volendam (Willem van de Poll, 1959)
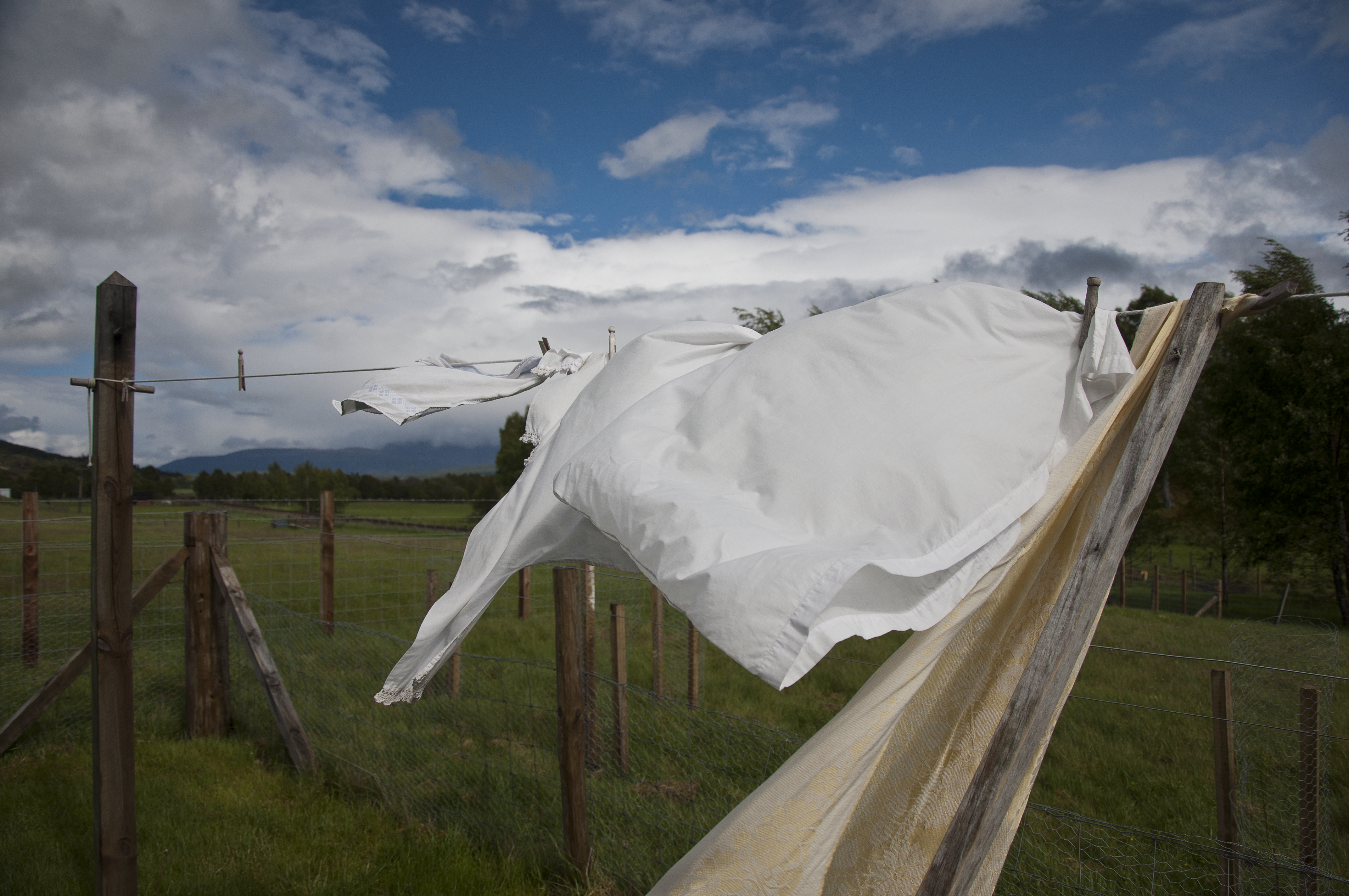
Wasgoed uit het midden van de 20e eeuw in Schotland
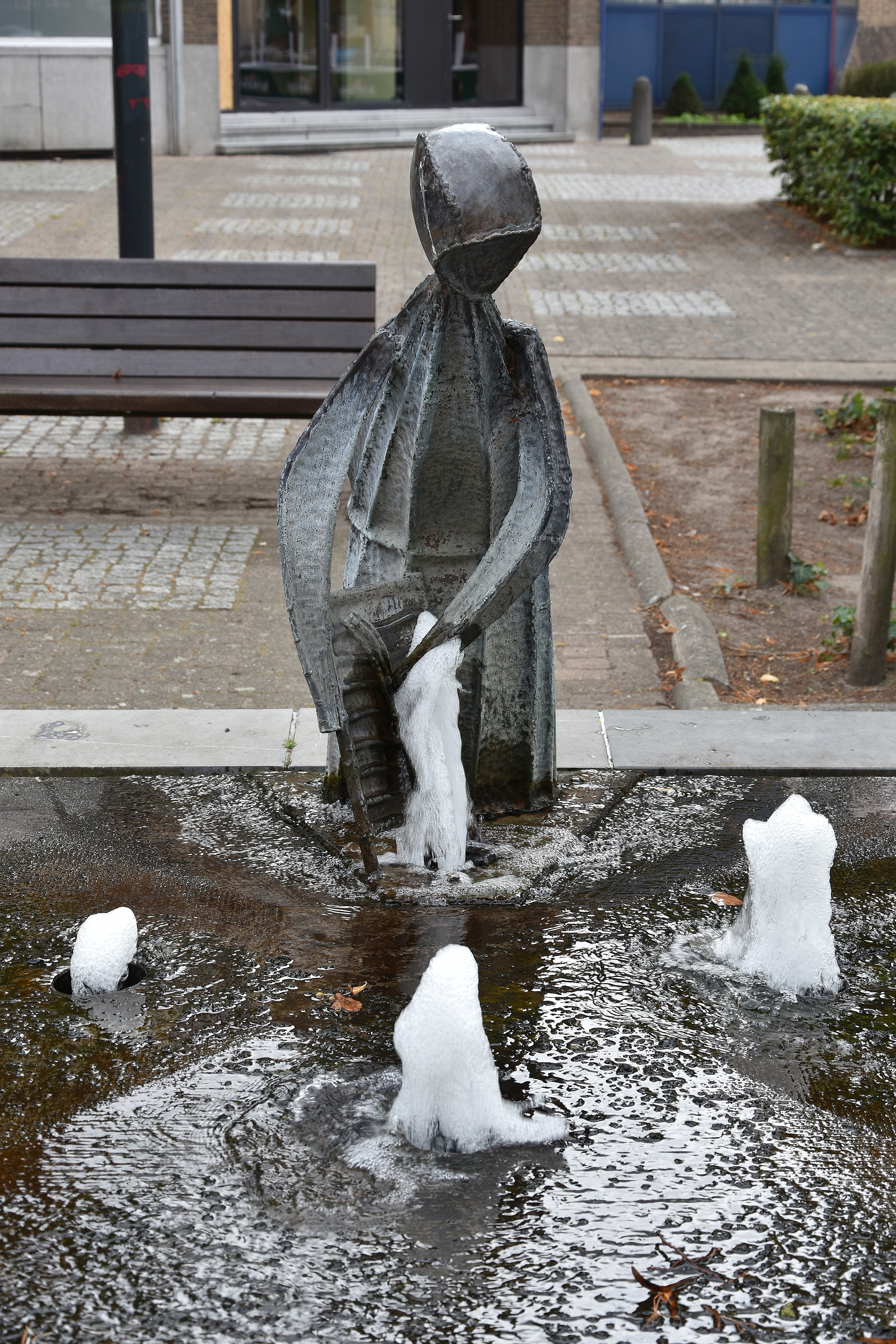
De Wasvrouw van Albert Vaesen